# 4202 Minitti
4202 Minitti је астероид главног астероидног појаса чија средња удаљеност од Сунца износи 3,017 астрономских јединица (АЈ).
Апсолутна магнитуда астероида је 11,0.